# Теплиці (шаховий турнір)
Міжнародні шахові турніри відбулися в Теплицях (тепер Чехія) 1922 та 1947 року. З 2006 року проходить щорічний міжнародний Teplice Open.

## 1922
Турнір 30 вересня — 16 жовтня 1922 року в Тепліц-Шенау (нім. Teplitz-Schönau) став одним із перших післявоєнних шахових турнірів найвищого рівня. Попри відсутність чинного, колишнього та майбутнього чемпіонів світу (Капабланка, Ласкер, Алехін), інші шахові зірки взяли участь у турнірі (10 із 15 топ-гравців світу за рейтингом Chessmetrics): Акіба Рубінштейн, Зіґберт Тарраш, Рудольф Шпільман, Ксавери Тартаковер, Бора Костіч, Ґеза Мароці, Ріхард Тайхманн і т. д. Перше-друге місця поділили Ріхард Реті (Чехословаччина) та Рудольф Шпільман (Австрія), третє-четверте — Ксавери Тартаковер (Польща) і Ернст Ґрюнфельд (Австрія). Гру Мароці — Тартаковер польсько-французький майстер згодом визнав найгарнішою своєю партією, завдяки високому рівню гри обох шахістів і блискучій переможній комбінації чорних з жертвами фігур.
```
                                 
1 2 3 4 5 6 7 8 9 0 1 2 3 4
 
1.    
Ріхард Реті
         (CSR)  * 1 1 ½ 1 1 1 1 0 ½ 1 1 0 0   9.0 
2.    
Рудольф Шпільман
    (AUT)  0 * ½ 1 ½ 1 ½ 1 ½ 1 ½ ½ 1 1   9.0 
3.    
Ксавери Тартаковер
  (FRA)  0 ½ * ½ 1 1 0 0 1 1 1 1 1 ½   8.5 
4.    
Ернст Ґрюнфельд
     (AUT)  ½ 0 ½ * ½ 1 ½ ½ ½ 1 ½ 1 1 1   8.5 
5.    
Акіба Рубінштейн
    (POL)  0 ½ 0 ½ * 0 1 ½ 1 1 1 ½ 1 1   8.0 
6.    
Борислав Костіч
     (YUG)  0 0 0 0 1 * 1 1 1 ½ ½ ½ ½ ½   6.5 
7.    
Ріхард Тайхманн
     (GER)  0 ½ 1 ½ 0 0 * ½ ½ ½ ½ 1 ½ ½   6.0 
8.    
Карел Трейбал
       (CSR)  0 0 1 ½ ½ 0 ½ * 1 0 1 0 1 0   5.5 
9.    
Вольф Гайнріх
       (AUT)  1 ½ 0 ½ 0 0 ½ 0 * ½ ½ ½ ½ 1   5.5 
10.   
Ґеза Мароці
         (HUN)  ½ 0 0 0 0 ½ ½ 1 ½ * ½ 0 1 1   5.5 
11.   
Зіґберт Тарраш
      (GER)  0 ½ 0 ½ 0 ½ ½ 0 ½ ½ * 1 ½ ½   5.0 
12.   
Фрідріх Земіш
       (GER)  0 ½ 0 0 ½ ½ 0 1 ½ 1 0 * 0 1   5.0 
13.   
Жак Мізес
           (GER)  1 0 0 0 0 ½ ½ 0 ½ 0 ½ 1 * 1   5.0 
14.   
Пауль Йонер
         (SUI)  1 0 ½ 0 0 ½ ½ 1 0 0 ½ 0 0 *   4.0
```

## 1947
Перше-друге місця в турнірі в місті Тепліце-Шанов (чеськ. Teplice-Šanov), який проведено 4-13 липня 1947 року, поділили Вася Пірц (Югославія) та Альберік О'Келлі (Бельгія). Третім став Максиміліан Уйтелкі (Чехословаччина).

## Турнірна таблиця
| №  | Учасник              | Країна    | 1 | 2 | 3 | 4 | 5 | 6 | 7 | 8 | 9 | 10 | 11 | 12 |  | + | − | = | Очки |
| -- | -------------------- | --------- | - | - | - | - | - | - | - | - | - | -- | -- | -- |  | - | - | - | ---- |
| 1  | Вася Пірц            | Югославія |   | ½ | 1 | 1 | ½ | 0 | 1 | ½ | 1 | ½  | 1  | 1  |  |   |   |   | 8    |
| 2  | Альберік О'Келлі     | Бельгія   | ½ |   | ½ | ½ | 1 | ½ | ½ | 1 | 1 | 1  | ½  | 1  |  |   |   |   | 8    |
| 3  | Максиміліан Уйтелкі  | Чехія     | 0 | ½ |   | 0 | ½ | ½ | 1 | 1 | 1 | 1  | 1  | 1  |  |   |   |   | 7½   |
| 4  | Ярослав Шайтар       | Чехія     | 0 | ½ | 1 |   | 0 | 1 | 1 | ½ | 1 | ½  | ½  | 1  |  |   |   |   | 7    |
| 5  | Анджей Питлаковський | Польща    | ½ | 0 | ½ | 1 |   | ½ | 1 | ½ | ½ | ½  | ½  | 1  |  |   |   |   | 6½   |
| 6  | Властіміл Стулик     | Чехія     | 1 | ½ | ½ | 0 | ½ |   | ½ | ½ | ½ | ½  | ½  | 1  |  |   |   |   | 6    |
| 7  | Ладіслав Альстер     | Чехія     | 0 | ½ | 0 | 0 | 0 | ½ |   | 1 | 1 | ½  | 1  | ½  |  |   |   |   | 5    |
| 8  | Карл Галя            | Австрія   | ½ | 0 | 0 | ½ | ½ | ½ | 0 |   | 0 | ½  | 1  | 1  |  |   |   |   | 4½   |
| 9  | Кесслер              | Чехія     | 0 | 0 | 0 | 0 | ½ | ½ | 0 | 1 |   | 1  | ½  | 1  |  |   |   |   | 4½   |
| 10 | Карел Громадка       | Чехія     | ½ | 0 | 0 | ½ | ½ | ½ | ½ | ½ | 0 |    | ½  | ½  |  |   |   |   | 4    |
| 11 | Лукеш                | Чехія     | 0 | ½ | 0 | ½ | ½ | ½ | 0 | 0 | ½ | ½  |    | 1  |  |   |   |   | 4    |
| 12 | Йозеф Добіаш         | Чехія     | 0 | 0 | 0 | 0 | 0 | 0 | ½ | 0 | 0 | ½  | 0  |    |  |   |   |   | 1    |

## Teplice Open (2006-)
З 2006 року шаховий клуб «Теплиці» проводить щорічний міжнародний Teplice Open. Його переможці:
- 2006 — Марек Вокач (CZE)
- 2007 — Марцін Дзюба (POL)
- 2008 — Томаш Лікавський (SVK)
- 2009 — Радослав Долежал (CZE)
- 2010 — Ян Бернашек (CZE)
- 2011 — Володимир Сєргеєв (UKR)
- 2012 — Александр Фієр (BRA)
- 2013 — Ніджат Мамедов (AZE)
- 2014 — Грант Мелкумян (ARM)
- 2015 — Ганнес Стефанссое (ISL)

Дебютного року змагання мало 36 учасників, ця кількість щороку зростала й турнір 2015 зібрав уже 165 шахістів.